# 14616 Van Gaal
14616 Van Gaal eller 1998 TK30 är en asteroid i huvudbältet som upptäcktes den 10 oktober 1998 av LONEOS vid Anderson Mesa Station. Den är uppkallad efter Hendrik Van Gaal.